# 一条綺美香
一条 綺美香（いちじょう きみか、1964年4月11日 - ）は、日本のAV女優。LINX所属。

## 略歴
2012年9月20日、SODクリエイトより『48歳 AV DEBUT』でAVデビュー。SODクリエイト専属女優としては、これまでの最年長となった。デビュー作でのセックスは3年ぶりのものであった。
同年12月13日、ソフト・オン・デマンドが主催する「SOD大賞」で優秀女優賞を受賞。
2013年1月から9月は「ミリオン」、同年10月から2014年3月は「なでしこ」（どちらもケイ・エム・プロデュースのレーベル）、同年5月から8月は「マドンナ」、同年11月から「アタッカーズ」、2016年4月から8月は「FAプロ」の専属女優であった。
2014年3月、スカパー!アダルト放送大賞において、メーカー専属女優としては初めてとなる熟女女優賞を受賞。
2016年、所属していたバルドエージェンシー（マークスグループ）のグループ解散再編により、LINXに所属事務所を移す。
AV女優によるアイドルグループ「SEXY-J」の熟女部門“熟SEN”のメンバーとなり、同じ“熟SEN”のメンバーである白木優子とユニット「落花生」を結成。後にユニット名を「オトナ。エスプレッソ」に改め、2016年8月25日にCDシングル『他人の関係/恋の季節』を発売。なお「SEXY-J」は2017年12月19日のライブをもって解散。
2021年10月にデビュー10周年インタビュー取材を受け、コロナ禍の影響もあり、約2年間新作の撮影を行っていないことを明かした（絡みなしの助演出演、インタビュー対応などは行っている）。
2022年6月に、久々の新作が発売。

## 人物
千葉県出身。ルック千葉一条綺美香
趣味・特技は、アクセサリー作り・料理。
14歳の時にオナニーを始め、17歳で初体験。AVデビュー前の男性経験は7人。
それなりの年齢になり自分として何かを残したい、それを女性ならではの職業でしたいと思い浮かんだのがAV女優だった。仕事を親に打ち明けたのは2本目の撮影が終わった時。
結婚願望は持っているが、未だ結婚はしていない。

## 作品

### アダルトDVD
- 48歳 AV DEBUT（9月20日、SODクリエイト）[9][12]
- 見つめ合い・感じ合い・求め合う…本気SEX「忍び撮り」4本番（10月18日、SODクリエイト）[9]
- 48歳 初激イキ!×4コスプレ!×3FUCK!発情MAX SP（11月22日、SODクリエイト）
- 義母 一条綺美香 48歳（12月20日、SODクリエイト）[9]

- 堕ちた美淑女 義理の息子を拒みきれずに… 一条綺美香 48歳（2月8日、ミリオン）特別出演：北条麻妃[9]
- 童貞息子の筆おろし（3月8日、ミリオン）[9]
- 48歳 MEMORIAL COLLECTION 240分SP（3月23日、SODクリエイト）※ベスト版
- 真性包茎を優しく剥いてくれる超高級ソープ嬢（4月12日、ミリオン）[9]
- 潜入捜査官（5月10日、ミリオン）
- 一条綺美香と羽月希のダブルドリーム（6月14日、ミリオン）共演：羽月希
- カワイイコスプレ（7月12日、ミリオン）
- もしも一条綺美香が僕の彼女だったら…（8月9日、ミリオン）
- イヤらしい敏感なカラダ（9月13日、ミリオン）
- 義父を愛してしまった人妻（10月25日、なでしこ）
- 貸出し妻 孕んだら生むので遠慮なく中出ししてください…。（11月22日、なでしこ）
- 緊縛美淑女（12月13日、なでしこ）

- 姉と妹（1月10日、なでしこ）共演：山本美和子
- パンスト美教師（2月28日、なでしこ）
- 美淑女 一条綺美香 プレミアムスーパーベスト 4時間（3月14日、ミリオン）※ベスト版
- 黒人のデカマラに悶絶する美淑女（3月28日、なでしこ）
- あなたへ 今晩、ななこの家に泊まります。（5月7日、マドンナ）
- 濡れ衣〜蒸し暑い日に起きた夫婦の疑惑〜（6月7日、マドンナ）
- 犯された未亡人（7月7日、マドンナ）
- 夫の部下に蔓潤湯で寝取られて…。（8月7日、マドンナ）
- 憧れの美人妻を犯して…（11月7日、アタッカーズ）
- いんやらし〜い むっちり日焼け熟女さん（12月13日、E-BODY）

- 緊縛女体遊戯（1月7日、アタッカーズ）
- 息子の同級生に輪姦された美人妻（3月7日、アタッカーズ）
- 狙われた美人教師 ストーカー 狂気の妄想恋愛の果てに…（4月7日、アタッカーズ）
- アナルを犯され続けた人妻の悲劇 背徳の肛門開発（5月7日、アタッカーズ）
- 友人の母（6月13日、溜池ゴロー）
- 絶世の究極BODY 熟女ボディコン（7月25日、美）
- あなた、許して…。 -背徳のドレナージュ-（8月7日、アタッカーズ）
- 無間地獄に堕ちた喪服熟妻（9月7日、アタッカーズ）
- 縄人形にされた人妻・万里子（11月7日、アタッカーズ）
- 奴隷ソープに堕とされた人妻 14（12月7日、アタッカーズ）

- 夫が居ない隙に…息子に中出しを教えるスケベなお母さん（1月25日、本中）
- 恥ずかしいカラダ おしゃべりチ○ポ（3月26日、HMJM）
- ヘンリー塚本 未亡人の母の乳房 淋しい母 43才の下半身/隣の部屋のいやらしい声 お父ちゃんお○んちょいい…（4月13日、FAプロ）共演：ましろあい、武藤つぐみ
- まま 母 歪んだ愛情と肉欲にまみれた背徳の母子相姦（5月1日、FAプロ）
- 縄縛未亡人 麻縄の虜に堕ちてゆく熟れた肉体（6月1日、FAプロ）
- 人妻絶叫淫辱 逃げる事は許されない 本当の快楽を知るまでは…（7月1日、FAプロ）
- 女たちの昭和 しみじみとあの日あの時 好き者女たちの生きとし生ける日々… 女は卑しきもの、されど女体は愛おしき（7月25日、FAプロ）他出演：ましろあい、大沢萌、江波りゅう、宮崎由麻、秀吉小夜子、北谷静香、白鳥るり、佐々木涼、北原夏美、美智子小夜曲、浅井舞香、汝鳥すみか、桜瀬奈、稲森琴、愛川咲樹
- ヘンリー塚本 禁断の屋根裏部屋 母さんのいや（淫）らしい肉体（8月13日、FAプロ）共演：塚田詩織
- 熟処女 年増女の未熟なおま●こ（9月30日、光夜蝶）
- 友人の母親（11月1日、ヴィーナス）
- 母子姦（11月3日、グローリークエスト）
- 旦那とのSEXでは満たされないセレブ巨乳妻がホームレス達の虜に! キンタマに精子溜まりっぱなしの性に飢えた路上生活者集団の激しい汚チ○ポ突きに堕ちた不貞妻が何度も中出し懇願!（11月11日、V&R PRODUCE）他出演：吹石れな、相澤ゆりな、三喜本のぞみ
- 矯正下着で束縛されて…（11月13日、ANNEX）
- 近親［無言］相姦 隣にお父さんがいるのよ…（12月1日、ヴィーナス）
- 台本無しの汗だくノーカットSEXとぶっかけ性交（12月19日、TEPPAN）
- 愛する夫のため、私が一度だけ我慢すれば… 結婚20年目。夫の同僚に犯されて…（12月25日、ながえスタイル）

- 夫の親族に抱かれた未亡人 遺影の前で何度も絶頂を繰り返す（1月19日、ヒビノ）
- はだかの主婦 板橋区在住 一条綺美香(52)（2月1日、プラネットプラス）
- 熟シャッ!! 熟女を溺愛するカタチ（2月3日、ワープエンタテインメント）
- 子育てが一段落した時間を持て余す人妻たちはスポーツがお好き! ムチムチレギンスのデカ尻に欲情した若い男がチ○ポ擦りつけると忘れかけていた雌の本能が覚醒! 火照って敏感になったカラダで汗だくになりながら何度も仰け反り絶頂!（2月10日、V&R PRODUCE）他出演：本庄優花、由來ちとせ、三喜本のぞみ
- お義母さん、にょっ女房よりずっといいよ…（2月23日、タカラ映像）
- 嫁姑レズ 〜息子の嫁とまぐわう美熟義母〜（3月1日、U&K）共演：松うらら
- おばさんは僕らの肉欲性処理モデル（3月19日、ドグマ）
- 母親なら息子のチ●コ当ててみろ!! 嗅いで触って舐めているうちに初めて遭遇した息子の友達のデカいチ●コに興奮してしまいおしゃぶりごっくん中出しセックス（3月19日、ヴィーナス）
- 人妻の恥じらい 熟女の欲情（3月30日（レンタル）/5月26日（セル）、アテナ映像）他出演：喜多川みのり、一ノ瀬真紀子
- 52歳人妻、長い人生で初めて… 精子飲む。（3月31日、光夜蝶）
- 未亡人とかつての同級生 〜慕情レズビアン〜（4月1日、U&K）共演：金島裕子
- もしも…「一条綺美香」が○○だったら…。（4月1日、プラネットプラス）
- 人妻の浮気心（4月1日、エマニエル）
- 人妻ブルマ 2（4月7日、クリスタル映像）他出演：二階堂ゆり
- むっちりボディーの美人妻を中出し査定 快楽に溺れ夫を裏切る肉欲人妻（4月13日、センタービレッジ）
- 我が子が間違った性知識で変態プレイ!?注意しに来た母親が実演指導しながらの近親相姦SEX!!（4月14日、MAGIC）他出演：浅宮ゆうか、中園貴代美、富樫由紀子
- パートを始めた妻が職場のバイトたちに寝取られ中出しされまくっていた（4月19日、エマニエル）
- マジメな五十路妻にエロ仕掛けガチモニタリング Vol.4 撮られているとも知らないで乱れ狂う奥様たち（4月20日（レンタル）/6月23日（セル）、アテナ映像）他出演：森下夕子、黒柳美沙子
- のぞき見人妻レズビアン 隣人の着替えに固唾呑み込む美熟妻（5月1日、U&K）共演：二階堂ゆり
- 母への想いが止まらない（5月1日、ABC）
- 帰ってきた麗しのマネキン夫人 〜非モテ男の妄想!暴走!溺愛!同棲生活〜（5月13日、ヴィーナス）
- 汚部屋レズ 2 〜だらしない女と潔癖女〜（6月1日、U&K）共演：松うらら 他出演：武藤あやか、真山由夏、成澤ひなみ、羽生ありさ
- 初めての女になってあげる（6月1日、ABC）
- お願いだからババアと呼ばないで（6月2日、光夜蝶）
- 綺麗なママではいられない（6月2日、NON）
- 見慣れているハズの姉ちゃんの下着姿にまさかのフル勃起。そのムスコを面白半分に弄っていた姉ちゃんが、俺以上に欲情してムスコを骨抜きにするほど弄ばれた。（6月2日、NON）他出演：河北はるな、咲坂花恋、藤川れいな、百合華、黒木澪
- 母子交尾 【塩山路】（6月7日、ルビー）
- AV女優 裸コレクション 第五弾（6月9日、V&R PRODUCE）他出演：波多野結衣、KAORI、羽生ありさ、相澤ゆりな、三島奈津子、有沢実紗、本庄優花、由來ちとせ、松下美織、黒木いくみ、涼川絢音、瀬田奏恵、月本愛、波木真由、星空もあ、さとう愛理、絢森いちか、跡美しゅり、川村まや
- そんな年齢には見えない綺美香さんは、セクハラされまくりのFカップ美熟女ナース（6月13日、AV Collector's）
- 妻が夫の留守中に若いイケメンを家に連れ込む3日間 〜丁寧な愛撫でトコトン楽しみイった後も結合したまま抱き合って繰り返しセックス〜（6月13日、ヴィーナス）
- ベロチュウ好きの一条綺美香の濃厚舐めまくりセックチュウ〜♥（6月13日、HERO）
- お色気P●A会長と悪ガキ生徒会（6月15日、グローリークエスト）
- 義母と娘の偏愛レズビアン 〜女子校生の裸体を毎日覗き見る継母〜（6月19日、レズれ!）共演：今宮いずみ
- 義母娘 接吻レズ調教 〜姑の肉感ボディのすべてを味わいつくす美嫁の舌技〜（6月19日、ビビアン）共演：紺野ひかる
- 母さんの加齢臭（6月20日、レイディックス）
- 私、脅迫されてます。（6月30日、光夜蝶）
- 夫の傍でしか私を弄ばない息子の歪んだ性癖（6月30日、NON）
- 赤ふんレズビアン 其の弐（7月1日、U&K）共演：金島裕子 他出演：新堂有望、森下美緒、城崎桐子、大宮明江、小池絵美子
- 身動きが取れないよう拘束された僕の耳元で卑猥な淫語を浴びせ、チ○ポを責めてくるド痴女お姉さん!（7月7日、OFFICE K'S）他出演：真木今日子、黒崎潤、春日部このは、宮沢ゆかり
- 甥っ子の朝勃チ○ポに大興奮! 実家に集まった親戚のおばさん達は久々に見るガチガチに勃起した活きの良い若いチ○ポに欲情!近親チ○ポに群がり逆レイプ中出し!（7月7日、OFFICE K'S）他出演：希咲あや、小峰みこ、真木今日子、黒崎潤
- おま●こおっぴろげ バイノーラル淫語コレクション（7月7日、OFFICE K'S）他出演：小峰みこ、希咲あや、宮沢ゆかり、後藤美玲、黒崎潤、真木今日子、姫川ゆうな、朝比奈ゆめの、小泉沙彩
- 回春マッサージで勃起したチ○ポに発情して我慢できずに自ら騎乗位で挿入しちゃう欲求不満の若妻エステティシャン 2章 完全撮り下ろし5時間 美人保証 淫乱若妻10名10SEX収録（7月7日、セニョーラ）他出演：小峰みこ、春日部このは、篠岬ことみ、木下のぞみ、小泉沙彩、希咲あや、後藤美玲、真木今日子、黒崎潤
- 卑猥語女 淫語連呼しながらイキ乱れる変態マダム（7月19日、MARRION）
- 何度もイキまくる白濁マン汁垂れ流しディルドオナニー 2（7月21日、虎堂）他出演：真木今日子、小峰みこ、宮沢ゆかり、春日部このは、希咲あや
- 夫を裏切る 接吻とセックス 〜わたし、こんなに接吻が好きだなんて‥思わなかった〜（7月25日、ながえスタイル）
- ゲスの極み映像 人妻22人目（7月28日、フルセイル）
- やって来たデリ嬢はなんと有名AV女優! 僕の人並み外れたデカチンに仰天したAV女優はプライドを掛けて自ら禁断の挿入を試みる!! 2（7月28日、なでしこ）他出演：篠田あゆみ、青木玲、井上綾子、寺島志保、川上ゆう
- 疲れマ○コでレズ欲求が高まる美熟女たち 〜疲労困憊レズアクメ〜（8月1日、U&K）共演：二階堂ゆり 他出演：竹内梨恵、井上綾子、円城ひとみ、吉岡奈々子
- アナタのママになってアゲル（8月4日、光夜蝶）
- 熟女レズ 偽装結婚と一人旅（8月7日、ルビー）共演：今井真由美
- 母姦 過激生投稿 日頃から気になって仕方ない母の無防備なブラチラとピタパン尻に童貞息子の欲望が爆発 家族の目を盗んで撮影された筆おろし近親相姦映像を完全収録（8月7日、ディープス）※「みさと」名義
- 六本木のクラブに現れた時代遅れのデカ尻デカ乳 ボディコン熟女たちが一般カップルの彼氏を狙う! 愛する彼女を差し置いてムチムチボディの餌食なった彼氏が喜び勇んで愛液滴るおばさんマ○コで浮気SEX! 2（8月11日、V&R PRODUCE）共演：二階堂ゆり、小早川怜子、三喜本のぞみ
- セレビッチ! 〜誘惑の完全着衣〜（8月25日、AVS Collector'S）
- 女体拷問研究所 -SPECIAL EDITION- THE THIRD JUDAS（ユダ）Episode-13（9月1日、Baby Entertainment）他出演：神波多一花、天河はるひ
- 濃厚な接吻と舐め奉仕でお股を濡らす変態熟女妻（9月1日、NON）他出演：古川祥子
- 過保護で僕の女関係にヤキモチばかり焼いている母に大好きなオナニーをしていたら「コレ、何?どういうこと?」と詰め寄られ欲求不満が爆発、チ○ポを丸呑みフェラから笑顔で挿入で、玉がカラになるほど腰を振られてしまった件（9月1日、NON）他出演：古川祥子、九条さやか、工藤直美、七瀬始、三苫海
- 「生徒諸君!明日の保健の授業には、人体模型の代わりに母親を持参してくるように!」（9月7日、SODクリエイト）
- 旦那からの着信は不倫セックス中!! 不倫相手に促され電話に出た人妻は、必死に喘ぎ声を押し殺してはいたが、行為がエスカレートし興奮度はMAXに!絶対にバレてる!? 4（9月8日、UMANAMI）他出演：KAORI、かなで自由、二宮和香、羽生ありさ
- 完全撮り下ろし 覚醒する本能、快感に支配され濡れそぼる激烈性交（9月19日、TEPPAN）他出演：今井真由美、二階堂ゆり、九条さやか、佐倉あゆ、花咲いあん、清城ゆき
- スケベな息子がお医者さんになってママのおっぱいマ○コを精密検査 巨乳の母親と息子の親子人間ドック一転孕ませ近親相姦 〜3つの検査でママの性機能を確かめたら息子のザーメンで妊娠できるか? 孕むまで連続中出し最終検査〜（9月21日、ROCKET）※「一条」名義 他出演：川奈、宮澤、愛葉こゆき
- S級熟女コンプリートファイル 一条綺美香 6時間（10月1日、ヴィーナス）※ベスト版
- ド助平ケダモノ熟女野外調教、失敗。（10月7日、山と空）
- ランジェリーオナニー（10月13日、AVS Collector's）他出演：AIKA、KAORI、春原未来、吹石れな、藤本紫媛、上原みく、三島奈津子、北川エリカ
- 「お母さんだって水泳部だったのよ!」ムキになって娘の競泳水着を着たらデカ乳デカ尻過ぎて脱げない!熟れたカラダに欲情した男が水着ズラして即ハメ!ご無沙汰過ぎて膝ガクしながら何度もイキ乱れた! 2（10月13日、V&R PRODUCE）他出演：風間ゆみ、小早川怜子、桐島美奈子
- 一般男女モニタリングAV 独り暮らしの童貞くん限定 素人妻お届け実験 心優しい巨乳妻は童貞男子大学生とアパートで2人っきりになると1発10万円の筆おろし連続射精セックスしてくれるのか!? 身体を絡めて何度も求める終わらない中出しセックス! 2組合計10発!（10月19日、ディープス）※「れいこ」名義　他出演：かすみ
- ノーモザイク・レズれ! 食い込みコレクター専用ver.（10月19日、レズれ!）共演:今宮いずみ 他出演：麻里梨夏、三原ほのか、関根奈美、風間ゆみ、相澤ゆりな、柚月すず、須永ひより
- 一般主婦をマジ口説き。 宅飲みイキパコ生中継（10月27日、ゲッツ!!）他出演：清城ゆき、神木りさ
- 鉄板complete 一条綺美香 BEST ガツガツ快楽を貪る情熱的性交（11月1日、TEPPAN）※ベスト版
- 山登りおとな女子ナンパ 登山道で「TV取材」と偽ってその場で青姦中出し!! 15名410分（11月10日、ゲッツ!!）他出演：水樹まや、峰岸ふじこ、すみれ、神木りさ、春日もな、山本美和子、七瀬ひとみ、清城ゆき、武藤あやか ほか
- 〜とある逆転夫婦のエロ話〜 若い男にねとられました。（11月13日、ながえスタイル）
- ずっと我慢していました…　20年間SEXしていなかった五十路の美熟女を口説いたらド淫乱に!!（11月17日、クリスタル映像）
- WifeLife vol.030 昭和39年生まれの一条綺美香さんが乱れます 撮影時の年齢は53歳 スリーサイズはうえから順に90/60/82（11月17日、SEX Agent）
- 覚醒注意 悔しがり目線。主観夫目線無言テロップ処理（11月23日、タカラ映像）
- 寝取り母 8（11月30日（レンタル）/12月8日（セル）、LEO）他出演：宮藤尚美、紅月ひかり
- 女社長のバター犬 秘書で性欲処理をするパワハラ社長（12月5日、フリーダム）
- 完全主観 罵倒地獄 パンチラ編（12月5日、フリーダム）他出演：神波多一花、心花ゆら、七海ゆあ、高城アミナ、浅田結梨、紗々原ゆり、小川桃果、NAOMI、柚木はるか、碧しの、栄川乃亜、若槻みづな、江上しほ、藤川れいな、卯水咲流、早川瑞希、安野由美、生駒はるな、麻里ひなの、西条沙羅、あず希、宮崎あや、北川ゆず、二宮和香、北島玲、白桃心奈、美咲かんな、MIRANO、斉藤みゆ
- SODロマンス×フランス書院 「みだらな未亡人」 〜彼女の母は僕だけのAV女優 一条綺美香〜（12月7日、SODクリエイト）
- 「このまま中に出すつもり!?」 息子に欲情されて犯られる母が困惑しながら本気で感じてしまう近親○姦 2（12月10日、ブリット）他出演：安野由美、桐島美奈子、早乙女ありさ

- まるごと一条綺美香4時間（1月5日、アウダースジャパン）※ベスト版
- 生まれて初めての金蹴り 5 使い物にならなくなってもイイんですか?（1月5日、フリーダム）他出演：心花ゆあ、菅野礼奈、北川ゆず、北島玲、道重咲、安野由美、七海ゆあ、早川瑞希、坂本瑞希、ルロア・クララ、小鳥遊まゆ、柚木はるか、西条沙羅、RISA、宮崎あや、小川桃果、高城アミナ、高嶋碧、松井レナ、水谷杏、MIRANO、麻里ひなの、生駒はるな、舞島環、泉朱音、初音杏果、遠藤ゆうか、長谷川夏樹、IORI、柑南るか、斉藤みゆ、涼宮琴音、二宮和香、藤川れいな、山本絋子、白桃心奈、NAOMI、あず希、浅田結梨、栄川乃亜
- おばんにおまかせ 4 〜とろける口内の安らぎ、激しい貪りに感じる強さ、欲望を受け止める包容力。男が熟女に行き着く訳〜（1月19日、SEX Agent）他出演：井上綾子、櫻井菜々子、円城ひとみ、広永有未、森下美緒、艶堂しほり、内原美智子、秋月しずこ
- 完全主観 ニオイ足裏（3月5日、フリーダム）他出演：卯水咲流、RISA、七海ゆあ、宮崎あや、北川ゆず、MIRANO、安野由美、小川桃果、二階堂ゆり、生駒はるな、麻里ひなの、浅田結梨、西条沙羅、柚木はるか、紗々原ゆり、NAOMI
- 綺麗なおばさんが優しくねっとりしてあげる ガチ童貞筆下ろしドキュメント 2（4月10日、ホットエンターテイメント）他出演：加藤ツバキ、有沢実紗
- ―超能力― 透明人間編（4月12日、SODクリエイト）他出演：初美りん、妃月るい
- ヒロイン近親相姦（4月13日、GIGA）
- 極上美人女将が淫らにもてなす温泉旅館 7（4月20日、クリスタル映像）
- 催眠悪夢 -ファビュラスの宴-（5月1日、催眠研究所別館）
- 「『おばさんの下着を盗んでどうするの?』女を忘れた美人おばさんは自分で発情してくれる少年チ○ポなら下着を盗まれても嫌じゃない」 VOL.4（5月10日、DANDY）他出演：前田可奈子、春菜はな
- 美熟女のお顔をベロベロ舐めたい 熟成された50年モノ 乾いた肌に唾で潤いを与えましょう（5月20日、レイディックス）
- 酔い潰れている隙に夫の知人に寝取られた人妻6人（5月25日、なでしこ）他出演：円城ひとみ、新堂有望、西山あさひ、横山みれい、峰岸カレン
- 催眠素顔EX ヒプノエンスージアスト -または我々は如何にして彼女たちを選び撮影を実行するに至ったのか-（6月1日、催眠研究所別館）他出演：香苗レノン、優梨まいな、浅倉真凛
- 半径3m以内に旦那がいるのにっ! 真横で犯されて感じまくっちゃう人妻9人 寝取られ願望アリな敏感ドM膣に中出し（6月7日、かぐや姫Pt）他出演：麻里梨夏、星川麻紀 ほか
- ヘンリー塚本原作 性欲 抑えがたし やめられませんコレだけは…（6月13日、FAプロ）他出演：池上まひろ
- 母と娘のレズビアン 【十谷の旅】（6月19日、ルビー）共演：浜崎真緒
- 「おばさんを酔わせてどうするつもり?」 若い男女で溢れ返る相席居酒屋で一人呑みしている熟女を狙い撃ちで口説いてお持ち帰り!寂しさと欲求不満が募った素人奥さんの乾いたカラダはよく濡れる!! VOL.15（7月12日、熟女LABO）※「さえ」名義　他出演：理恵子
- AV女優 自画撮りオナニーコレクション（7月13日、V&R PRODUCE）他出演：佐々波綾、星奈あい、霧島さくら、佐々木あき、栄川乃亜、倉多まお、天野美優、皆野あい、七海ゆあ、小早川怜子、三喜本のぞみ、さとう愛理、加納綾子、早川瑞希、風間ゆみ、黒木いくみ
- 一般男女モニタリングAV 同窓会終わりに突撃交渉! 10数年ぶりに再会した同級生男女はラブホテルで1発10万円の連続射精セックスしてしまうのか!? 2 高校時代から気になっていたクラスのマドンナの巨乳とデカ尻にフル勃起した既婚者チ○ポと恥じらいつつもラブホの非日常感に疼いてしまった人妻マ○コが互いの家庭を忘れた秘密の生セックスは1発限りじゃ収まらない!! 4組合計中出し14発!（7月19日、ディープス）※「かえで」名義 他出演：みほ、ななこ、みゆき
- 隣人のレズビアンに狙われた私 〜ストーキングレズレイプ〜（8月1日、U&K）共演：鈴木さとみ
- 美人と評判の仲居さんがいる旅館に行って仲居さんを強引に口説いてハメ倒した盗撮映像 6（8月7日、ルビー）他出演：黒木いくみ
- 「あっ!ナマで入っちゃった!」 オイル素股でマ○コにチ○ポを擦りつけてたら気持ち良すぎてヌルッと生挿入!!中出しSEXまでヤッちゃったデリヘル嬢たちスペシャル（8月16日、グローリークエスト）他出演：一条リオン、羽海野まお、桐島美奈子、高城彩、高城姫華、黒木あおい、紺野ひかる、紗藤まゆ、後藤里香、松岡香純、成宮いろは、川上ゆう、川村まや、福咲れん、北川ゆず、明里ともか、水谷あおい、水城りの、優月まりな
- 未亡人の柔肌（8月27日、グラフィティジャパン）
- 汗だく濡れ舐めレズビアン（9月1日、U&K）共演：鈴木さとみ　他出演：大橋依織、葵百合香、葵千恵、水嶋アリス
- 「『おばさんで本当にいいの?』若くて硬い勃起角度150度の少年チ○ポに抱きつかれた看護師はヤられても本当は嫌じゃない」 VOL.8（9月6日、DANDY）他出演：推川ゆうり、ましろ杏、城石真希
- ながえ監督が見せる三つの異なる「寝取られエロス」 寝取られたい夫、寝取られたくない夫、寝取られに気づかない夫（9月13日、ながえスタイル）他出演：上野菜穂、京野美麗
- ママのリアル性教育（9月20日、グローリークエスト）
- 一条綺美香 THE BEST 4時間（9月21日、クリスタル映像）※ベスト版
- 再婚相手より前の年増な女房がやっぱいいや…（9月27日、タカラ映像）
- 憧れの美しすぎる母の友 二章（10月27日、グラフィティジャパン）
- マッサージあるある【番外編】 女ざかりの熟練セラピストは好みの男性客だと必要以上の施術サービスをしてしまう件（12月13日、アロマ企画）他出演：池内涼子、宮村ななこ、美咲結衣

- うちの実家は欠陥住宅(新築) 〜やっぱりエアコンも壊れてたよ…。〜 Madonna15周年記念だもの… オバさんだってがんばっちゃうんだからSP!!!（1月7日、マドンナ）共演：音羽文子、北川礼子、森下美緒
- 淫乱熟女の本能と野性のM責めイカせオーガズム（1月19日、M男パラダイス）
- 熟女盗撮 防犯担当の欲求不満なパンスト主婦が若い万引き男を密室で誘惑しカニ挟みSEXで精液搾り取っている件。（1月25日、ゲッツ!!）他出演：嶋崎かすみ、音羽文子
- ブラック企業の肉食獣に囚われた女弁護士（2月7日、シネマジック）
- やっぱり露出が好き。 一条綺美香 4時間（2月7日、山と空）
- 美熟女の誘惑に快楽堕ちした男根と男穴（2月7日、MEGAMI）
- 職場の飲み会に行くと言った四十路妻がイケメン後輩にメガネ顔射で寝取られてしまいザーメンどろどろにされて悦んでいるのでウツ勃起が止まりません…（2月22日、ゲッツ!!）他出演：音羽文子、嶋崎かすみ
- 寝取られ温泉郷 〜夫以外の他人に抱かれる快感と背徳感。 この温泉には何か入ってるのかしら? だって…こんなに気持ちいいSEX初めてで…（2月22日、キネマ座）他出演：守谷多香子、烏丸まどか
- ガチンコ中出し!顔出し!五十路ナンパ in 大崎（2月23日、ビッグモーカル）他出演：美原すみれ、上総真知子、西野美幸、花島瑞江
- 控え室で待機してたら女優に痴女の練習台にされてアナルまで犯された(嬉)!（3月7日、MEGAMI）他出演：白咲ゆず、彩葉みおり、ましろ杏
- ながえSTYLE厳選女優 美しすぎる五十路女の淫乱セックス 一条綺美香 作品集（3月13日、ながえスタイル）※ベスト版
- 近親相姦秘話 お母さんが恋人（3月16日、ビッグモーカル）他出演：京野美麗、美里詩織
- 起きてるとバレると何されるかわかんないから必死で気絶したフリしてる女にそうとは知らずいたずらして中出し 2（4月12日、REAL）他出演：優月まりな、市橋えりな、沖田里緒、世羅百合花、高梨りの、織田真琴、桑田みのり
- 家事代行 むっちり完熟妻のブラチラ巨乳と豊満尻に大興奮! 早漏なボクに天才的腰使いの優しい筆下し! 連続中出しSEX!（4月15日、ロータス）他出演：音羽文子、翔田千里
- 息子を誘惑する五十路母（5月1日、プラネットプラス）
- 独身熟女 妄想癖の女（5月13日、ながえスタイル）他出演：緒方泰子
- 一条綺美香のレズナンパ（5月19日、ルビー）
- デリヘル呼んだら千載一遇のチャンスがやって来た! 3 寿退社して数年、絶対に手が届かないと思っていた職場のマドンナが指名ランキングぶっちぎり1位の人妻風俗嬢に転落!「旦那には秘密にするから」と過剰な膣コキサービスからの妊娠中出しをまさかの黙認。（5月25日、ビッグモーカル）他出演：京野美麗、美里詩織
- 人妻縛吊喉奥調教（5月25日、えむっ娘ラボ）※「美花」名義
- まるっと! 一条綺美香（6月1日、プラネットプラス）※ベスト版
- 未亡人の義母と戯れて（6月14日、なでしこ）
- 中年夫婦のセックス活動記録（7月1日、FAプロ）
- 若い男との年の差性交に身も心も溺れてしまうおばさんたち…（7月27日、グラフィティジャパン）他出演：美泉咲、白鳥寿美礼
- 断末魔の女体は奈落に沈む 轟沈鉄枷地獄 EPISODE-06:ついに拿捕された女幹部、人生最悪の拷虐昇天に哭く（8月13日、Baby Entertainment）
- オバ★ギャル 55歳（9月12日、レイディックス）
- 母子交尾 【巨摩内船路】（9月19日、ルビー）
- へそ穴観察&へそ穴発射（11月7日、レイディックス）他出演：飛鳥りん、麻里梨夏、宮沢ちはる、サーシャ、桑田みのり
- イケメンが熟女を部屋に連れ込んでSEXに持ち込む様子を盗撮したDVD。 134 〜強引にそのまま中出ししちゃいました〜（12月1日、熟女JAPAN）※「美紀」名義　他出演：美奈子
- 一条綺美香の童貞狩り（12月13日、ドバドバ大作戦）
- 禁断! 熟母 6 〜不倫相手から母を寝取った息子〜（12月25日、ながえスタイル）
- 夫の残した遺恨を背負わされる母と娘…。（12月27日、キネマ座）共演：琴音芽衣

- 美人で巨乳五十路の母に生中出し（3月7日、ルビー）
- 「夫が死んで以来のセックスなんです…」 欲求不満な未亡人は久しぶりの激ピストンに体が反り返るほど何度も何度も絶頂を…（3月13日、日本橋映像）他出演：一二三鈴、樫村ゆり子
- 一条綺美香全集（4月13日、FAプロ）※ベスト盤
- 静かに ゆっくりと もっと奥 もっと激しく ネコとタチ ふしだらレズビアン（5月13日、FAプロ）他出演：松永雪子、さくらみゆき、岩沢香代、大原飛鳥、横山夏希、水希悠、藤岡奈月
- 密室の性行為 風呂場でやる!（5月13日、FAプロ）他出演：木原琴美、汐河佳奈、乙咲あいみ
- 即撮影決定! 熟女エロ面接 M性が開花する四十路・五十路熟女達! 初撮り4人（7月25日、ビッグモーカル）他出演：西嶋芹奈、椎木おとは、高瀬智香
- 下男の肉奴として毎夜調教されるハイソ夫人（10月7日、シネマジック）

- スパンキングで昇天するボンデージ美女に喉奥ハードイラマをプレゼント! 3（3月12日、REAL）他出演：花宮レイ、天希ユリナ、豊中アリス、香山亜衣 ほか

- 年の差レズビアン 〜娘の友だちに欲情した五十路ママ〜（6月21日、U&K）共演：逢見リカ
- 熟女の浮気は本気のSEX VOL.53（7月5日、花と蜜）他出演：小平友紀子、佐藤織恵

### VR
- 熟姉2人のおチ○ポコンビプレイ（12月30日、CASANOVA）共演：水原さな
- 美人上司が説教からまさかの騎乗位SEX（12月30日、CASANOVA）

- 美痴女のパーフェクトチ○ポ接待（2月24日、CASANOVA）
- 同窓会で再会した人妻とホテルで逢引き（3月1日、アテナ映像）
- 人妻美熟女の抗えない誘惑（3月31日、CASANOVA）
- 嫁が友達と一緒にWフェラとか暴走気味（3月31日、CASANOVA）共演：水原さな
- 契約に必死なブッ壊れ絶倫OL（4月7日、CASANOVA）共演：水原さな
- 母さん、これはアウトです!（4月7日、CASANOVA）
- 酔いつぶれた先輩OLをホテルに連れ込んで中出し!（5月18日、アテナ映像）
- S級美熟女 即尺Wピンクサロン（6月17日、WOW!）共演：黒崎潤
- 隣の団地妻 欲求不満な美人奥さまと3P中出しSEX（6月25日、WOW!）共演：黒崎潤
- 遊び人だった父さんの葬式の後、父さんを思い出しながら母さんと叔母さんに「父さんに似てるわ」と犯された僕（8月1日、坩堝）共演:新堂有望　※VR-1グランプリ(2017) エントリー作品
- 生中出し オイルエステSEX 最高級射精デトックス（8月22日、ブイワンVR）
- 腰ガク! 現在固定バイブ中（10月20日、CASANOVA）
- 完熟の味（10月20日、CASANOVA）

- 人気女優5名 完全撮り下ろし 極上女優達のオナニーサポートでチンポ休む暇なし! 見つめながらの濃厚フェラ&激ヤバ手コキでイカセてあげる（6月30日、ブイワンVR）他出演：夏樹まりな、篠田ゆう、小枝成実、白咲ゆず
- 一条綺美香の完熟BODYを堪能 M字開脚ローションオナニーとローションパイズリで尽き果てろ!（9月15日、TEPPAN VR）
- 絶品美熟女 一条綺美香との淫らなひと時 常識を超えた美貌と肢体にフェロモン全開で導かれる超ド淫乱（10月13日、TEPPAN VR）

### ネット配信
- マジ軟派、初撮。 1278 欲求不満な美熟女現る!若い男を前に抑えのきかない性欲!女を取り戻し甘美な声をあげる!!（2月26日、ナンパTV）
- 綺美香（4月19日、おねえさんのひとりあそび）
- 綺美香（9月28日、ニッポンの人妻たち）

- カリギゅラfile.03_売春家族-ハルヲウル-ニッポンにこんな家族が存在した【カリギュラ：禁止されるほど試したくなる心理現象】『今のAVは偽りだらけ』▼親子ドンブリを武器とする“立ちんぼ母娘”の実態▼売春スポット「立ちんぼ銀座」に潜入…禁断のシステムとは▼娘。エロ神様が憑依する「SEXだけが生きがい」▼母。男を魅了する悪魔の四十路▼母と娘が織り成すチ○コとアナル同時責め▼家族とは一体…??身体を売る事で繋がる家族の絆（2月25日、ドキュメントTV）※「宮崎由紀子」名義 共演：宮崎沙耶、森林原人

### オリジナルビデオ
- 秘湯心霊の旅 美熟女篇（2014年5月9日、JVD）他出演：小森愛、朝宮涼子

### 成人映画
- 巨乳水着未亡人 悩殺熟女の秘密の痴態（2016年8月19日公開、監督：清水大敬、オーピー映画） - 「三田キミカ」役（主演）
- えろぼん!オヤジとムスコの性春日記（2018年2月10日公開、監督：池島ゆたか、スターボード・Abukawa corporation）[13] - 「千賀子」役（月本愛とダブル主演）

### 写真集
- KIRARI48（2013年2月13日、双葉社、撮影:横山こうじ）ISBN 978-4575305012

## 出演

### ウェブテレビ
- 他人のSEXで生きてる人々 #7（2014年4月13日、NOTTV）

### テレビ
- もう!バカリズムさんの超H! #20（2020年12月21日、フジテレビONE）[14]